# Willy Kaiser
Wilhelm Kaiser, més conegut com a Willy Kaiser   (Pobiedziska, 16 de gener de 1912 - Gladbeck, 24 de juliol de 1986), va ser un boxejador alemany que va competir durant la dècada de 1930.
El 1936 va prendre part en els Jocs Olímpics d'Estiu de Berlín, on guanyà la medalla d'or en la categoria del pes mosca del programa de boxa. En la final va guanyar a l'italià Gavino Matta. En el seu palmarès també destaca el campionat nacional de 1937.
Durant la Segona Guerra Mundial va ser capturat pels soviètics, sent alliberat el 1949.